# Effekten
Effekten ist heute primär im Bank- und Börsenwesen der Sammelbegriff für am Kapitalmarkt handelbare und fungible Wertpapiere. Früher wurde mit „Effekten“ allgemein beweglicher Besitz bezeichnet.

## Allgemeines
Grammatisch handelt es sich bei dem Begriff um ein Pluraletantum, also um ein ausschließlich im Plural gebräuchliches Wort. Der Begriff Effekten weist verschiedene Inhalte auf, denn neben dem Bank- und Börsenwesen steht er auch synonym für bewegliche Sachen, Reisegepäck oder Kleidungsstücke.

## Etymologie
Das Wort ist aus französisch effets abgeleitet. Der ursprüngliche Begriffsinhalt bezog sich zunächst auf Wertpapiere, später dehnte er sich auf bewegliche Besitztümer aus. Aus der Korrespondenz der Fugger zu Zeiten von Otto Heinrich Fugger geht hervor, dass 1619 die Gläubigerpapiere der spanischen Krone als „Effectos“ bezeichnet wurden. Im Jahre 1629 sprach der Neapolitaner Gian Donato Turbolo von den „bei Banken verbliebenen Vermögen“ (italienisch effetti restati nelli Banchi). Bei Michael Caspar Lundorp ist 1658 davon die Rede, dass Kaufleute Waren und Effekten besitzen, „alle und jede Kauff- und Handelsleut … sampt ihren Wahren … und Effecten“. Der Nationalökonom Philip Wilhelm von Hornick verwandte 1684 den Begriff „Effecten“ in seinem kameralistischen Hauptwerk „Österreich über alles, wann es nur will“. Hier fordert er ein Verbot ausländischer Fabriken: „Nun ist die Frag, wie die Erbland dahin zu vermögen, dass sie sich in ostangeführten vier Sorten von Manufacturen ihrer eigener inländischer Effecten durch Begebung der ausländischen Vergnügen welches dann der rechte Knoden ist.“ Er rief Österreich dazu auf, eigene Fabriken zu errichten, um die Ansiedlung ausländischer zu unterbinden. In Bayern baten die Bauern 1705 um die Erlaubnis, mit ihrem Vieh und ihren Effecten während des Bauernaufstands ins Schloss flüchten zu dürfen.
In Frankreich tauchte der Begriff im Juli 1723 als „Anordnung über das königliche Vermögen betreffend die Zahlung der Gemeindeämter“ (französisch règle [d]es effets royaux qui seront reçus des Offices Municipaux) auf. Im Jahre 1734 erwähnte Jean-François Melon (1675–1738) „le commerce des effets publics“ und meinte damit den reibungslosen Ablauf des wirtschaftlichen Verkehrs. Johann Jakob Landerer verstand 1787 hierunter das Vermögen eines Kaufmanns. Die 1784 erschienene „Encyclopédie méthodique“ des Charles-Joseph Panckoucke bezeichnete mit „effets royaux“ alle börsengehandelten königlichen Wertpapiere, einschließlich der Aktien der französischen Ostindien-Kompanie.
Seitdem wurde mit „Effekten“ allgemein beweglicher Besitz bezeichnet. Eine Bekanntmachung ordnete für den 15. Hornung 1813 die Versteigerung der Effekten des Grafen Joseph Fugger von Babenhausen an. „Die Effekten bestehen aus verschiedenen Ringen von Werth, anderen Gold- und Silberarbeiten, sehr guten Schießgewehren, Kleidungsstücken aller Art, Leibwäsche und anderm Geräthe, endlich in einer kleinen Bibliothek von auserlesenen Büchern aller Fächer“. Ein kaufmännisches Lexikon aus dem Jahre 1834 verstand hierunter dasjenige Besitztum, das (mit Ausnahme von Bargeld und Kapitalien) aus beweglichen Sachen (Geräte, Maschinen, Schmuck, Mobilien aller Art) besteht, die Wechsel und Wertpapiere, deren Handel es als „Effecten-Handel“ bezeichnete. Ein weiteres Wörterbuch aus dem Jahre 1838 verstand darunter Habseligkeiten, die jemand tatsächlich hat oder bei sich führt. Ein Staatslexikon aus 1852 definierte sie als „Schuldurkunden, welche nicht als Umlaufmittel wie das Papiergeld, sondern bloß als für Geld käufliche und verkäufliche Waren kursieren“.

## Bank- und Börsenwesen
Das Bank- und Börsenwesen griff die „Effecten“ als Wertpapiere erstmals im späten 18. Jahrhundert auf. Ein Brief vom 30. Oktober 1786 des Honoré Gabriel de Riqueti, comte de Mirabeau erwähnte zwei Arten „öffentlicher Effecten“ in Frankreich, und zwar die zinstragenden Staatsanleihen und die dividendentragenden Aktien. Im Jahre 1789 war von den „übrigen Effecten der Compagnie“ die Rede. Als „Effectenbanken“ firmierten unter anderem die im Januar 1872 gegründete Wiener Effectenbank, das im Juni 1872 in Deutsche Effecten- und Wechselbank umbenannte Bankgeschäft L. A. Hahn, die am 12. September 1872 gegründete skandalreiche Rheinische Effectenbank in Köln des 24-jährigen Gustav Horn oder die Rotterdamer Wissel- en Effectenbank (gegründet 1878).
Effekten sind heute fungible, am Kapitalmarkt gehandelte Wertpapiere, und zwar Aktien, Anleihen und Investmentzertifikate. Alle Effekten sind damit Wertpapiere, jedoch nicht alle Wertpapiere sind Effekten. Für Kreditinstitute ist die Anschaffung, Verwahrung, Verwaltung und Veräußerung von Wertpapieren ein Bankgeschäft nach § 1 Abs. 1 Nr. 4 und 5 KWG. Der Fachausdruck „effektive Stücke“ ist nicht von Effekten abgeleitet, sondern beschreibt tatsächlich körperlich vorhandene Effekten (Mantel und Bogen), die im Gegensatz zu „stückelosen“ Wertrechten ausgehändigt werden können.
Das Effektengeschäft der Kreditinstitute erstreckt sich auf die Annahme von Wertpapierorders (Effektenorders), ihre Disposition (beim Effektenkauf: Guthabenprüfung/Kreditlinie; beim Effektenverkauf: Verfügbarkeit der Effekten im Wertpapierdepot), der eventuellen Bereitstellung eines Effektenlombardkredits bis hin zum Wertpapierdepotgeschäft.

## Andere Bedeutungen

### Bewegliche Güter und Reisegepäck
Mit Effekten wurde ursprünglich ein allgemeiner Besitz an beweglichen Sachen, insbesondere auf Reisen in Form des Reisegepäcks bezeichnet. Bis heute ist dieser Begriff z. B. in Untersuchungshaftanstalten, psychiatrischen Kliniken und Kliniken erhalten geblieben, wenn den dort aufgenommenen Inhaftierten bzw. Patienten ihre Wertgegenstände abgenommen und in Effektenumschlägen verwahrt werden.
Bei den persönlichen Effekten handelt es sich um einen Fachbegriff aus der Versicherungswirtschaft. Dieser kennzeichnet Gegenstände in oder auf einem Fahrzeug, welche nicht zu dem Zubehör des Fahrzeuges gehören, sondern zum persönlichen Besitz des Führers oder eines Insassen des Kraftfahrzeuges. In den Allgemeinen Versicherungsbedingungen (AVB) der Versicherer sind die persönlichen Effekten im Bereich der Fahrzeugversicherung mit enthalten.

### Effektenkammer
Als Effekten werden auch die persönlichen Kleidungsstücke und Gegenstände bezeichnet, die Häftlinge, Soldaten oder Insassen von Anstalten, in denen der Zwang zum Tragen von Anstaltskleidung bzw. Uniform bestand, bei ihrer Einweisung abzugeben hatten. Sie wurden/werden in einer Effektenkammer von Wachpersonal oder Kalfaktoren entgegengenommen und bis zur Entlassung aufbewahrt. Effektenkammern bestanden/bestehen in Zuchthäusern, Kasernen, Arbeitshäusern, psychiatrischen Kliniken, Gefängnissen und Konzentrationslagern.

### Applikationen auf Uniformen
Als Effekten werden in diesem Zusammenhang aufgenähte Applikationen bezeichnet, die bei Uniformen unter anderem die Waffengattung oder den Dienstgrad bezeichnen.
Nach den Obererzgebirgischen Posamenten- und Effekten-Werken zählen dazu: Schulterklappen, Schulterstücke, Epauletten, Achsel- und Schulterschnüre, Schützenschnüre, Fangschnüre, Mützenkordeln, Schwalbennester, Tambourschnuren, Portepees.